# Suwitthaya Numsinlak
Suwitthaya Numsinlak (* 25. Juni 1992) ist ein ehemaliger thailändischer Fußballspieler.

## Karriere
Suwitthaya Numsinlak spielte von mindestens 2015 bis Ende 2017 für den Navy FC. Der Verein aus Sattahip spielte in der höchsten thailändischen Liga, der Thai Premier League. Für die Navy stand er von 2015 bis 2017 29-mal in der ersten Liga auf dem Spielfeld.
Am 21. November 2017 wurde Suwitthaya Numsinlak wegen Spielmanipulationen in mehreren Ligaspielen angeklagt. Er wurde von der königlichen thailändischen Polizei festgenommen und lebenslang vom Fußball gesperrt.